# Fonction pfaffienne
En mathématiques, les fonctions pfaffiennes sont une certaine classe de fonctions dont la dérivée peut être écrite en termes de la fonction d'origine. Ils ont été introduits par Askold Khovanskii dans les années 1970, mais doivent leur nom au mathématicien allemand Johann Pfaff.

## Première approche
Certaines fonctions, lorsqu'on les dérive, donnent un résultat qui s'écrit uniquement en utilisant la fonction d'origine. L'exemple le plus simple est la fonction exponentielle, {\displaystyle f(x)=e^{x}}. Si on dérive cette fonction, on obtient à nouveau {\displaystyle e^{x}}, c'est-à-dire
{\displaystyle f^{\prime }(x)=f(x).}
Un autre exemple est celui de la fonction réciproque, {\displaystyle g(x)={\frac {1}{x}}}. Sa dérivée est 
{\displaystyle g^{\prime }(x)=-g(x)^{2}.}
D'autres fonctions, qui n'ont pas cette propriété, peuvent tout de même s'écrire en termes de fonctions l'ayant. Par exemple, pour la fonction {\displaystyle h(x)=e^{x}\log x}, on a
{\displaystyle h^{\prime }(x)=e^{x}\log x+x^{-1}e^{x}=h(x)+f(x)g(x).}
Des fonctions comme celles-ci sont dites appartenir à une chaîne pfaffienne. Une telle chaîne est une suite de fonctions, disons {\displaystyle f_{1},f_{2},f_{3},...}, telle que si l'on dérive l'une des fonctions de cette suite, le résultat s'écrit en utilisant la fonction elle-même et toutes les fonctions qui la précèdent dans la chaîne (plus précisément, sous la forme d'un polynôme en ces fonctions et en leurs variables). Ainsi, en reprenant l'exemple des fonctions ci-dessus, la suite {\displaystyle f,g,h} est une chaîne pfaffienne.
On définit alors une fonction pfaffienne comme un polynôme en des fonctions apparaissant dans une chaîne pfaffienne et en leurs variables. Ainsi, avec la chaîne pfaffienne de notre exemple, des fonctions telles que {\displaystyle F(x)=x^{3}f(x)^{2}-2g(x)h(x)} sont pfaffiennes.

## Définition rigoureuse
Soit {\displaystyle U} un ouvert de {\displaystyle \mathbb {R} ^{n}} . Une chaîne pfaffienne d'ordre {\displaystyle r\geq 0} et degré {\displaystyle \alpha \geq 1} est une suite de fonctions analytiques réelles {\displaystyle f_{1},...,f_{r}} de domaine {\displaystyle U} satisfaisant les équations différentielles
{\displaystyle {\frac {\partial f_{i}}{\partial x_{j}}}=P_{i,j}({\boldsymbol {x}},f_{1}({\boldsymbol {x}}),\ldots ,f_{i}({\boldsymbol {x}}))}
pour {\displaystyle i=1,...,r}, où les {\displaystyle P_{i,j}\in \mathbb {R} [x_{1},...,x_{n},y_{1},...,y_{i}]} sont des polynômes de degré {\displaystyle \leq \alpha }. Une fonction {\displaystyle f} sur {\displaystyle U} est appelée fonction pfaffienne d'ordre {\displaystyle r} et de degré {\displaystyle (\alpha ,\beta )} si
{\displaystyle f({\boldsymbol {x}})=P({\boldsymbol {x}},f_{1}({\boldsymbol {x}}),\ldots ,f_{r}({\boldsymbol {x}})),\,}
où {\displaystyle P\in \mathbb {R} [x_{1},...,x_{n},y_{1},...,y_{r}]} est un polynôme de degré au plus {\displaystyle \beta }. Les nombres {\displaystyle r,\alpha } et {\displaystyle \beta } sont appelés format de la fonction pfaffienne, et donnent une mesure de sa complexité.

## Exemples
- Un exemple évident de fonction pfaffienne est une fonction polynomiale. Une telle fonction sera un polynôme dans une chaîne pfaffienne d'ordre {\displaystyle r=0}, c'est-à-dire la chaîne sans fonctions. Son degré est {\displaystyle \alpha =0} et {\displaystyle \beta } égal au degré du polynôme.
- La fonction pfaffienne non triviale la plus simple est sans doute {\displaystyle f(x)=e^{x}}. Elle est pfaffienne d'ordre {\displaystyle r=1} et de degré {\displaystyle \alpha =\beta =1}.
- De manière récursive, on peut définir {\displaystyle f_{1}(x)=e^{x}}et {\displaystyle f_{m+1}(x)=\exp(f_{m}(x))} pour {\displaystyle 1\leq m\leq r}. Alors {\displaystyle f_{m}'=f_{1}...f_{m}}. Il s'agit donc d'une chaîne pfaffienne d'ordre {\displaystyle r} et de degré {\displaystyle \alpha =r}.
- Les fonctions algébriques sont pfaffiennes, de même que les fonctions hyperboliques. Les fonctions trigonométriques sont pfaffiennes sur un intervalle borné : par exemple, la fonction {\displaystyle \cos(x)} est un polynôme de la chaîne {\displaystyle \tan(x/2),\cos ^{2}(x/2)}, sur l'intervalle {\displaystyle ]-\pi ,\pi [}.
- Plus généralement, toutes les fonctions élémentaires et les fonctions liouvilliennes sont pfaffiennes.

## En théorie des modèles
Considérons la structure {\displaystyle R=(\mathbb {R} ,\leq ,+,.,0,1)}, le corps ordonné des nombres réels. Dans les années 1960, Andrei Gabrielov a prouvé qu'en ajoutant à {\displaystyle R} un symbole de fonction pour chaque fonction analytique restreinte à [0, 1] m on obtient une structure modèle-complète. Autrement dit, tout ensemble définissable dans cette structure R an est la projection d’un ensemble de dimension supérieure définissable à l'aide d'égalités et d'inégalités faisant intervenir ces fonctions analytiques.
Dans les années 1990, Alex Wilkie a montré que l'on obtient le même résultat si, au lieu d'ajouter toutes les fonctions analytiques restreintes, on ajoute simplement la fonction exponentielle non restreinte à {\displaystyle R}. Ce résultat est connu sous le nom de théorème de Wilkie. Il s'est aussi demandé quand le complémentaire d'un ensemble sous-analytique peut être défini en utilisant les mêmes fonctions analytique que celles apparaissant dans la description de l'ensemble d'origine, et a démontré que c'était le cas pour des fonctions pfaffiennes.
Le théorème de Wilkie prouve que la structure {\displaystyle R_{\text{Pfaff}}} obtenue en ajoutant à {\displaystyle R} toutes les fonctions pfaffiennes restreintes est une structure o-minimale (en).